# Taza-Al Hoceima-Taounate
Taza-Al Hoceima-Taounate (arapski: تازة الحسيمة تاونات‎‎) je jedna od 16 regija Maroka i nalazi se na sjeveru kraljevine. U području regije živi 1.807.113 (stanje po procjeni iz 2004. godine), na površini od 24.155 km2. Glavni grad je Al Hoceima.

## Administrativna podjela
Regija se sastoji od sljedećih provincija :
- Al Hoceima
- Taounate
- Taza
- Guercif (od 2009.)